# Börje Falken
Seth Axel Börje Falken, född 18 april 1912 i Kristianstad, död 1986 , var en svensk jurist som var lagman i Kristinehamns tingsrätt från 1971 till 1979.
Falken blev juris kandidat vid Lunds universitet 1939 och genomförde sin tingstjänstgöring 1939-1944 innan han blev fiskal i Göta hovrätt 1945. Han var tingsdomare i Falu domsaga från 1952 och var häradshövding i Östersysslets domsaga från 1961. Han var lagman i Kristinehamns tingsrätt 1971-1979.
Falken var son till stationsinspektoren Axel Falken och han maka Urda, född Engeström. Han var gift från 1947 med Inga, född Walander 1915.